# Люцзян
Люцзян (кит. 柳江 букв. «Ивовая река», в верховье Баохэ, Таньцзян) — река в южном Китае. Начинается в уезде Душань Цяньнань-Буи-Мяоского автономного округа провинции Гуйчжоу, в уезде Сянчжоу, что в Лайбине Гуанси-Чжуанского автономного района, сливается с рекой Хуншуйхэ, образуя реку Цяньцзян.
Длина реки — 724 км, площадь бассейна составляет 57 900 км². Средняя высота над уровнем моря до 1306 м.

## Водный режим
Основным источником воды являются атмосферные осадки со средним количеством 1400—1800 мм в год в бассейне реки. Среднегодовой сток составляет 1865 м³/с, местами поток проходит под землёй на отдельных участках реки — пороги с быстрым течением.

## Использование
Река используется водным транспортом для городского округа Лючжоу.